# Tefnout

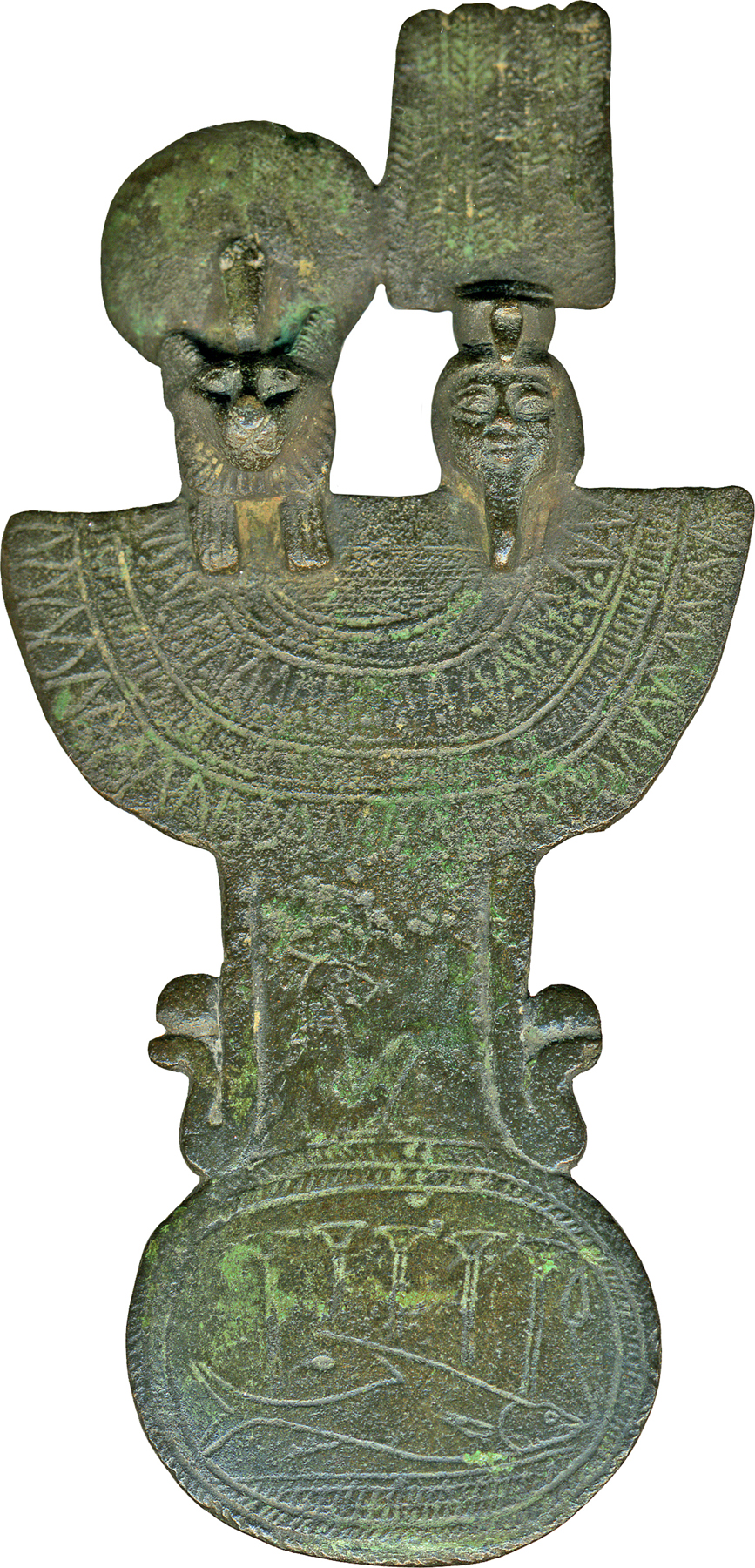
Ménat en bronze aux égides de Tefnout à gauche et Shou à droite - Walters Art Museum, Baltimore.

Tefnout (ou Tefnut ou Tefnet ou Tphenis), déesse de la mythologie égyptienne, fait partie de la grande Ennéade d'Héliopolis.

## Naissance mythologique

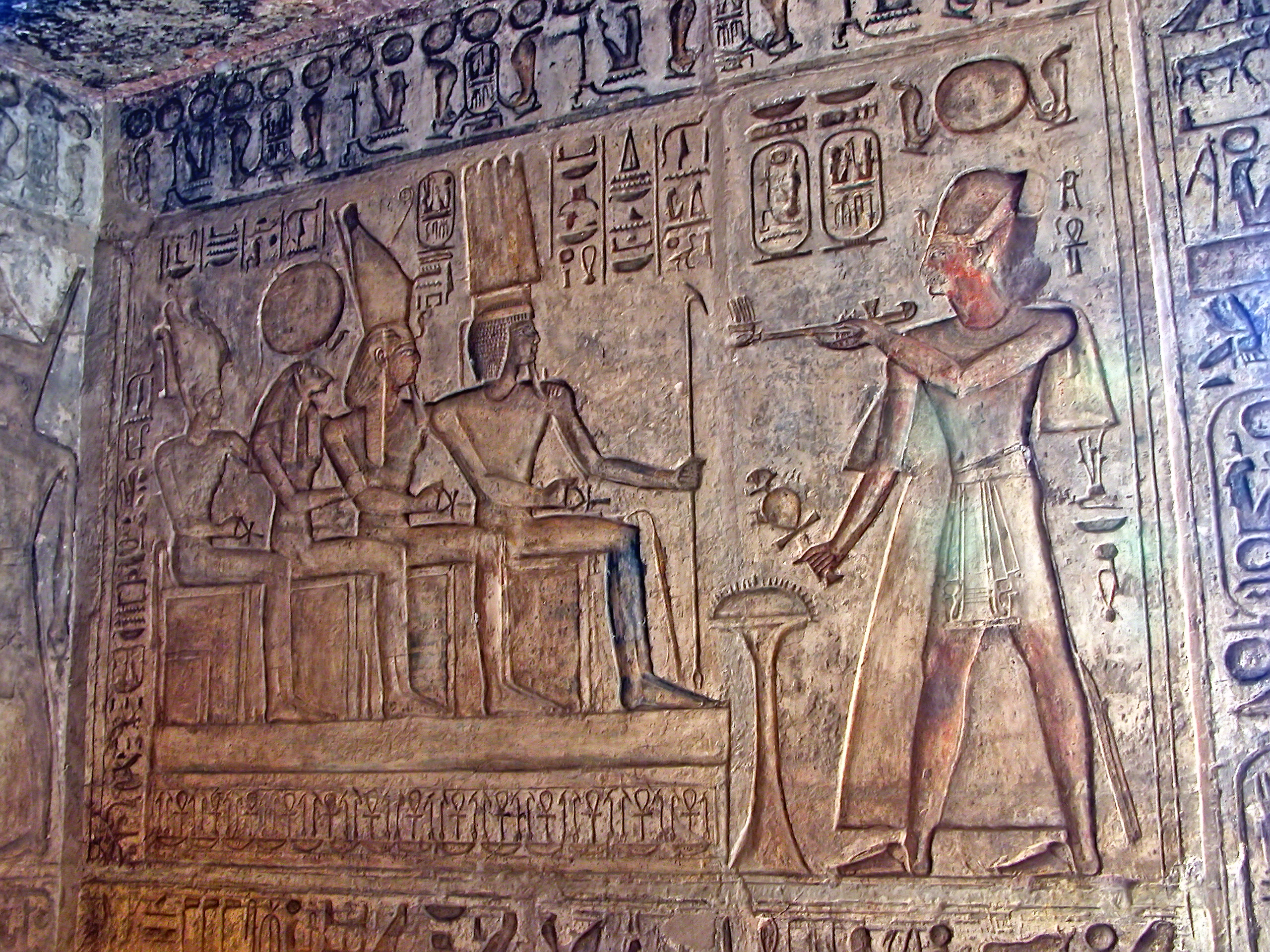
Ramsès II faisant une offrande aux dieux de l'Égypte

Selon la mythologie héliopolitaine, elle naquit, tout comme son frère jumeau — qui sera aussi son parèdre Shou (ou Chou) — du dieu Atoum, le créateur. Tefnout et Shou forment ainsi le premier couple divin.
Cette naissance divine est citée dans les Textes des Pyramides, l'un des corpus religieux les plus anciens du monde. À la ligne 465 des textes couvrant les parois du caveau de Pépi Ier, il est précisé que Shou et Tefnout sont issus de la semence du dieu Atoum.
La scène de la création est explicitement donnée dans ces textes sacrés qui accompagnent le roi dans sa destinée funéraire, lui promettant une renaissance avec les dieux :

« Atoum se manifesta à Héliopolis en grande excitation. Il saisit son sexe et il fit avec sa main en sorte de s'accorder du plaisir. Les jumeaux Shou et Tefnout venaient d'être mis au monde, chacun avec son Ka. »

— Textes des Pyramides, §1248
Plus tard dans la version de la cosmogonie héliopolitaine, la création des dieux jumeaux met en scène le dieu Khépri avec lequel les dieux Atoum et Rê s'identifient. Voici comment la naissance des deux dieux est relatée :

« Alors Khépri dit :
« Je me suis uni à ma main, et j'ai embrassé mon ombre dans une étreinte d'amour. J'ai versé ma semence dans ma bouche, et l'ai crachée sous la forme des dieux Shou et Tefnout. » »

— Mythe de la création héliopolitaine
Dans une version ultérieure encore, les deux dieux finissent par être issus du simple crachat du dieu soleil.
On notera, qu'étymologiquement le nom de la déesse est formé à partir du verbe tfn qui signifie littéralement « cracher » ainsi que du verbe tf tf, signifiant lui « expectorer »,.

## Rôle et culte

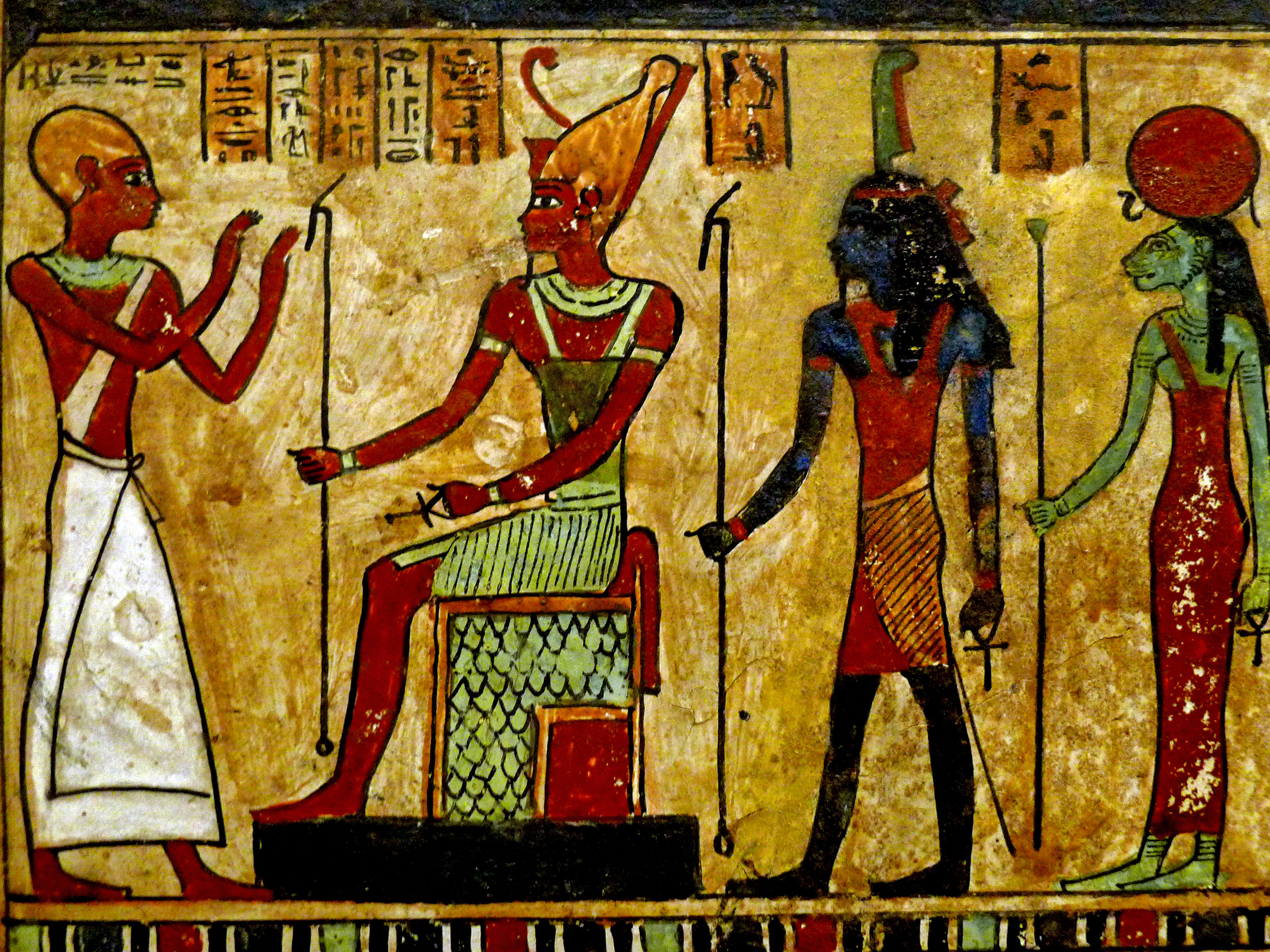
Shou et Tefnout (personnages de droite) sur une image de la stèle d'Ousirour - Musée du Louvre.

Tefnout est la première divinité féminine à venir à l'existence dans l'univers, et avec son époux Shou assure la première procréation sexuée du monde.
Ayant le soleil comme coiffure, elle est le symbole de la fournaise solaire, tandis que Shou son frère et époux est celui de l'air, de la lumière et de la vie. Les deux entités sont complémentaires et indispensables au cycle du renouveau de la vie et dans l'esprit des anciens Égyptiens à l'assurance que chaque matin le dieu soleil pouvait renaître.
De leur union naquirent les deux autres dieux jumeaux Geb (la terre) et Nout (le ciel). Ils représentent ainsi avec leurs deux enfants les quatre éléments primordiaux.
Tefnout, qu'on associait aussi à la pluie, à la rosée et aux nuages, était le symbole de l'eau et de son pouvoir créateur, la source de vie. Elle incarne l'air humide (soit le changement des éléments) en complément de son époux qui lui incarne l'air sec (ou la conservation).
Elle était honorée à Oxyrhynque et on la représentait sous la forme d'une femme à tête de lionne avec un disque solaire sur la tête ou d'une lionne. À Léontopolis, Chou et Tefnout sont vénérés sous la forme d'un couple de lions.

## Représentation et hypostase

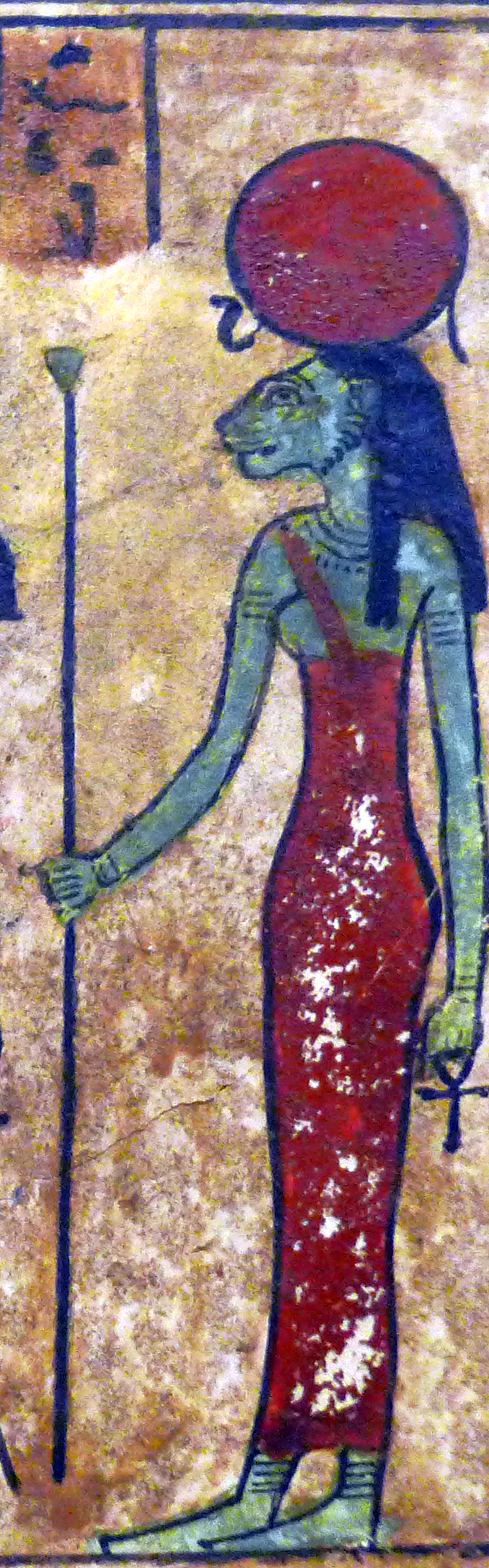
Représentation de Tefnout sur la stèle d'Ousirour - Musée du Louvre.

Représentation des dieux Shou et Tefnout assurant le lever du dieu soleil à l'horizon.

La déesse Tefnout est le plus souvent représentée sous la forme d'une déesse anthropozoomorphe, à corps de femme avec une tête de lionne coiffée d'un disque solaire en raison de son origine mythologique. Cette iconographie la rapproche de celle de la déesse Sekhmet avec laquelle elle finit par se confondre dans le mythe de l'œil de Rê.
Une lionne était consacrée en tant qu'hypostase vivante à Tefnout au temple de Léontopolis. La ville tire d'ailleurs son nom de la présence de cet animal sacré qui vivait dans le temple en compagnie d'un autre lion lui-même hypostase du dieu Shou.
Les deux dieux souvent cités l'un avec l'autre, sont représentés parfois comme deux lions assis adossés l'un à l'autre entre lesquels s'élève le disque solaire.

### Syncrétisme
En raison de son iconographie léonine et de son rôle de fille de Rê, Tefnout est associée à la personnification de la déesse Lointaine. Elle prend alors l'aspect et les attributs des déesses dangereuses et incarne l'œil de Rê, le cycle du soleil brûlant et dévastateur.
Selon le mythe, La Lointaine, fille du dieu soleil, s'enfuit dans le désert de Nubie où elle laisse libre cours à sa férocité. Son époux le dieu Shou et le dieu Thot furent chargés par Rê de la ramener, ce qu'ils firent après l'avoir enivrée de vin. Apaisée, La Lointaine retrouva son aspect bénéfique, l'Inondation, et rentra en Égypte.
En tant que fille d'Atoum, Tefnout est également identifiée à la déesse Maât.
Au chapitre 80 des Textes des Sarcophages, le dieu annonce ainsi :

« Alors Atoum dit :
« C'est ma fille, la vivante, Tefnout, elle est en compagnie de son frère Shou. Le nom de Shou est Ânkh. Celui de Tefnout est Maât. » »

— Textes des Sarcophages, ch.80

## Hommage
Tefnout est l'une des 1 038 femmes dont le nom figure sur le socle de l'œuvre contemporaine The Dinner Party de Judy Chicago. Elle y est associée à la Déesse primordiale, première convive de l'aile I de la table.